# Cnemaspis aurantiacopes
Espèce
Cnemaspis aurantiacopes est une espèce de geckos de la famille des Gekkonidae.

## Répartition
Cette espèce est endémique de la province de Kiên Giang au Viêt Nam.

## Description
L'holotype de Cnemaspis aurantiacopes, une femelle adulte, mesure 126,1 mm dont 71,8 mm pour la queue. Cette espèce a la face dorsale gris jaunâtre avec un motif brun rougeâtre. Sa face ventrale est orange terne.

## Étymologie
Son nom d'espèce, dérivé du latin aurantiacus, « couleur safran », et pes, « membre », lui a été donné en référence à sa livrée.

## Publication originale
- Grismer & Ngo, 2007 : Four new species of the gekkonid genus Cnemaspis Strauch 1887 (Reptilia: Squamata) from Southern Vietnam. Herpetologica, p. 63, n. 4, p. 482-500 (texte intégral).